# Velešovice
Velešovice település Csehországban, Vyškovi járásban. Velešovice Rousínov, Slavkov u Brna, Viničné Šumice, Kovalovice és Holubice településekkel határos. Lakosainak száma 1269 fő (2024. január 1.).

## Népesség
A település lakosságának változását az alábbi diagram mutatja:
| Lakosok száma | 761  | 945  | 1089 | 1086 | 989  | 1203 | 1257 | 1265 | 1211 | 1269 |
|               | 1869 | 1900 | 1921 | 1961 | 1980 | 2011 | 2016 | 2019 | 2021 | 2024 |